# چاه محمود (کورین)
چاه محمود روستایی در دهستان شورو بخش کورین شهرستان زاهدان استان سیستان و بلوچستان ایران است.

## جمعیت
بر پایه سرشماری عمومی نفوس و مسکن در سال ۱۳۹۵ این روستا بدون جمعیت بوده‌است.